# WASP-55
WASP-55 — звезда, которая находится в созвездии Девы на расстоянии приблизительно 1076 световых лет от нас. Вокруг звезды обращается, как минимум, одна планета.

## Характеристики
WASP-55 представляет собой звезду 11,8 видимой звёздной величины, похожую на наше Солнце. Её масса и радиус практически идентичны солнечным. Температура поверхности составляет около 5960 кельвинов.

## Планетная система
В 2011 году группой астрономов, работающих в рамках программы SuperWASP, было объявлено об открытии планеты WASP-55 b в системе. Как и большинство открытых планет с помощью данного телескопа, это горячий газовый гигант, обращающийся очень близко к родительской звезде. Масса планеты составляет 57% массы Юпитера, но по размерам она его превосходит. Открытие планеты было совершено транзитным методом.